# KrAZ Hulk
Die KrAZ Hulk (ukrainisch КрАЗ Халк) ist ein Geschütztes Fahrzeug, das als Mannschaftstransporter für bis zu zwölf Personen dient. Produziert wird es vom ukrainischen Fahrzeughersteller KrAZ, der das Fahrzeug entwickelt hatte.

## Entwicklungsgeschichte
Der KrAZ Hulk wurde Mitte der 2010er-Jahre von KrAZ für Kunden im Nahen Osten entwickelt. Im Zuge der Intensivierung des Ukrainekrieges zeigt sich, dass die Ukraine mittelfristig eine von Russland unabhängige Rüstungsproduktion benötigt, die in der Lage ist, moderne Waffensysteme und Fahrzeuge zu produzieren.

## Technik
Der KrAZ-Hulk wurde erstmals auf der internationalen Fachmesse Arms and Security-2016 in Kiew im Oktober 2016 vorgestellt. Das Fahrzeug nahm auch an der militärischen Evaluierungsveranstaltungen teil, die im Dezember 2016 auf Übungsplätzen der ukrainischen Streitkräfte stattfanden. Das geschützte Radfahrzeug basiert auf dem 4×4-Chassis des Lkw-Typs KrAZ-5233 und verfügt über eine V-förmigen gestaltete Fahrzeugwanne, die im Falle einer Explosion unter dem Fahrzeug die Wucht einer Explosion zur Seite ablenkt. Der Hulk hat eine Leermasse von 14.000 kg und ein zulässige Gesamtmasse von 16.000 kg, zusätzlich sind noch zwei Kraftstofftanks mit einem Fassungsvermögen von je 165 l verbaut. Das Getriebe hat neun Vorwärtsgänge.
Eine kugelsichere Windschutzscheibe soll der Besatzung Schutz vor 7,62-mm-Geschossen bieten, während seitlich jeweils vier Fenster mit Schießöffnungen eingebaut wurden. Der Hulk hat drei Türen mit jeweils einer kugelsicheren Glasscheibe.
Bis zu acht Personen sind in zwei Sitzreihen untergebracht, die an den Seiten des Fahrzeugs im Truppenraum aufgehängt sind. Die Soldaten betreten oder verlassen das Fahrzeug durch eine nach außen öffnende Tür am Heck. Eine runde Dachluke im Fahrgastraum ermöglicht den Zugang zum Turm, der mit einem NSTV-Maschinengewehr (Kaliber 12,7×108 mm) bestückt werden kann. Optional kann auch der Turm des BTR-70 verbaut werden.